# Bulbostylis mucronata
Bulbostylis mucronata är en halvgräsart som beskrevs av Charles Baron Clarke. Bulbostylis mucronata ingår i släktet Bulbostylis och familjen halvgräs.
Artens utbredningsområde är Namibia. Inga underarter finns listade i Catalogue of Life.